# Delphastus hirtulus
Delphastus hirtulus is een keversoort uit de familie lieveheersbeestjes (Coccinellidae). De wetenschappelijke naam van de soort is voor het eerst geldig gepubliceerd in 1876 door Kirsch als Alexia hirtula. Het lectotype dat zich in Museum für Tierkunde in Dresden bevindt is afkomstig uit Peru (bij de Pozuzu).